# Giuseppe Maggiore
Giuseppe Maggiore est un juriste et romancier italien, né à Palerme le 27 juillet 1882 et mort à Palerme le 23 mars 1954. Avocat et universitaire, il est recteur de l'université de Palerme. Ses publications affichent des idées racistes et antisémites.

## Biographie
Il est élève de Benedetto Croce et de Giovanni Gentile et s'affilie à leur pensée.
Il est professeur de philosophie du droit à l'université de Pérouse, puis à l'université de Sienne. Il intègre l'université de Palerme comme professeur de philosophie du droit, puis de droit pénal. Il est recteur de l'université de Palerme de 1938 à 1939.
Il expose dans ses ouvrages des idées racistes et des propos antisémites. 
Quand l'adjointe à la culture de Leoluca Orlando, Laura Jacovoni, propose de baptiser une rue du quartier San Lorenzo selon Giuseppe Maggiore, les protestations dans la presse font reculer l'administration municipale.

## Publications

### Ouvrages universitaires
- Saggi di filosofia giuridica (1914)
- II diritto e il suo processo ideale (1916)
- Filosofia del diritto (1921)
- Un regime e un'epoca (1929)
- L'ordinamento sindacale (1930)
- Delimitazioni e sconfinamenti tra il diritto penale e gli altri rami del diritto (1935)
- Imperialismo e impero fascista (1937)
- Razza e fascismo (1939)
- Diritto penale.

### Romans
- La vita apparente di un uomo vero (1926)
- Gli occhi cangianti (1928)
- Shiva maestro di danza (1930)
- Due in una carne (1937)
- Nazione e popolo: mito e realtà (1942)
- Sette e mezzo (1952)